# Bittersweet
《Bittersweet》是嵐的第42張單曲，於2014年2月12日發行，唱片公司為J Storm。

## 概要
- 此單曲和前作《Endless Game》發行相隔約9個月。
- 《Bittersweet》為成員松本潤所主演的富士電視台月九檔連續劇《失戀巧克力職人》主題曲。
- 《Road to Glory》為成員櫻井翔擔任主播的日本電視台2014年冬季奧林匹克運動會節目《索契2014》主題曲
- 本單曲首日銷量為511,696張，成功登上Oricon公信榜日榜和周榜第一[1]，創下嵐自身「單曲連續奪冠」的38張歷史新紀錄[2]。
- A面曲《Bittersweet》中的合唱部分以二宮和也和松本潤一對「高低音合唱專家」為主，而評論認為大野、相葉和櫻井在獨唱部分也表現得比以前較有「安定感」，是五人向歌手「進化」的一步[3]。

## 收錄内容

### 通常盤
1. Bittersweet
2. Road to Glory
3. Sync
4. 比現在更加閃耀（もっと、いまより）
5. Bittersweet (Instrumental)
6. Road to Glory (Instrumental)
7. Sync (Instrumental)
8. 比現在更加閃耀 (Instrumental)

### 初回生産限定盤
CD
1. Bittersweet
2. Road to Glory

DVD
1. Bittersweet（Video Clip）